# Neri Sacchiero
Neri Sacchiero (Vicenza, 26 giugno 1932) è un ex calciatore italiano, di ruolo centrocampista.

## Carriera
Debutta in Serie B nella stagione 1954-1955 con il Marzotto Valdagno, disputando con i veneti sette campionati cadetti, per un totale di 196 presenze e 9 gol, prima della retrocessione in Serie C avvenuta nel 1961.